# Soemerringgazelle
De soemerringgazelle (Nanger soemmerringii)  is een zoogdier uit de familie van de holhoornigen (Bovidae). De wetenschappelijke naam van de soort werd voor het eerst geldig gepubliceerd door Cretzschmar in 1826, en verwijst naar Samuel Thomas von Sömmerring.